# Breitwand
Il monte Breitwand (in sloveno: Macesjen) con 2.051 m s.l.m. è una montagna della catena montuosa del Gruppo della Košuta delle Caravanche Occidentali appartenente alle Alpi Giulie.
È situato al confine tra Austria e Slovenia rispettivamente nei comuni di Zell e Tržič.